# Agenor Romuald Gołuchowski
Agenor Romuald Gołuchowski je bil poljsko-avstrijski konservativni politik, poslanec v avstrijskem parlamentu, minister za notranje zadeve in guverner Galicije, * 8. februar 1812, Skala Podolska, Galicija, † 3. avgust 1875, Lvov, Galicija. 
Gołuchowski je bil zaupnik in ključni svetovalec cesarja Franca Jožefa I. in avtor Oktobrske diplome iz leta 1860, ustave, s katero se je končala doba absolutizma v Avstrijskem cesarstvu. 

## Družina
Bil je sin veleposestnika Wojciecha Gołuchowskega (1772–1840) in njegove žene Zofije, rojene Czyż (1785–1846). Njegov starejši brat Artur Teobald Gołuchowski je bil general, narodni aktivist in udeleženec novembrske in januarske vstaje. 
On sam je bil od leta 1848 poročen  z  grofico Marijo Karolino Baworowsko, s katero je imel šest otrok. 

## Življenjepis
4. julija 1839 je doktoriral pravo in postal prvi galicijski grof z doktoratom. Kot dedič očetovega posestva je postal član državnega parlamenta. Leta 1843 je postal guvernerjev tajnik v Lvovu in nato zaporedoma svetnik, pomočnik in tajnik guvernerja Ferdinanda d'Esteja in končno član zunanjega ministrstva. Bil je nasprotnik zemljiške reforme, še bolj pa zarotniških gibanj. Maja 1846 je bil imenovan v deželno komisijo in sodeloval pri pripravi projekta za odpravo tlačanstva, v katerem je ščitil interese veleposestnikov.  19. aprila 1848 je bil na predlog Franza Stadiona imenovan za guvernerja Lvovske  gubernije.   
Od 15. januarja 1849 je kot cesarski guverner v Galiciji lojalno sodeloval z avstrijskimi oblastmi in skrbel za interese veleposestnikov. Kot zvest cesarjev podložnik je govoril "Gospodje, ne poznam narodnosti", kar je veljalo tudi za Nemce. Medtem ko se je boril za učni jezik v šolah, je privolil v popuščanje nemščini v zahodni Galiciji v zameno za pravice do poljskega jezika, enake tistim, ki so jih imeli Rusini v vzhodnem delu države.  Očitali so mu karierizem in željo po zaslužku. Imenovali so ga celo renegat, ne da bi kaj vedeli o njegovih spopadih z avstrijsko upravo (Bach, Hammerstein in podpredsednik gubernije Kalchberg) in ne da bi opazili napredujočo polonizacijo centrov moči v Galiciji. Zahvaljujoč svojim stikom s cesarjevim bratom Karlom Ludvikom mu je uspelo pospešiti gradnjo železniške proge od Dunaja do Lvova, ki so jo poimenovali Proga Karla Ludvika (nemško Carl Ludwig Bahn). Bil je nasprotnik delitve države na poljski in rusinski del ter uvedbe narodnih kurij pri volitvah v galicijski parlament in predlagal Ukrajincem uporabo latinice namesto cirilice. 
Po odpravi tlačanstva je ustanovil komisije za ocenjevanje vrednosti odškodnin, pobiral odškodninski davek in obdržal tako obstoječe pravice propinacije kot služnosti. Na njegovo pobudo so bile v Lvovu zgrajene višja realna šola, komercialna in industrijska šola, poljska gimnazija in vrtnarska šola z botaničnim vrtom. Gradilo se je tudi v Brodih, Tarnopolu, Samborju in Stanislavovu. 
Kot avstrijski minister za notranje zadeve od leta 1859 je odpravljal vpliv nemške birokracije in dobil je delna pooblastila za rabo poljskega jezika na sodiščih in v uradih. Kot državni minister je bil avtor tako imenovane Oktobrske diplome, avstrijske ustave iz leta 1860. Kot je bil drugič imenovan za guvernerja, je Galicijo v enem letu očistil nemške birokracije in upravo predal poljskemu  plemstvu. V zadnjem obdobju svojega vladanja, po letu 1871, je več pozornosti posvetil upravi in izvajanju parlamentarnih aktov, povezanih s šolami, cestami, vodi in reji živali. Hkrati je bil predsednik cesarsko-kraljeve državne zakladnice in pokrovitelj Narodne gospodarske družbe. Prejel je naziv cesarsko-kraljevi tajni svetnik in cesarsko-kraljevi komornik (1845). Ker je vedno skrbel za gmotne interese veleposestnikov, je dosegel odpravo služnosti in leta 1875 podprl graščakom ugoden zakon o odkupu propinacije. Prispeval je k ustanovitvi Akademije za umetnost v Krakovu in Politehnike v Lvovu. 
Umrl je 3. julija 1875 v Lvovu. Pokopan je bil na družinskem posestvu v Skali Podolski. 

## Redovi in odlikovanja
- Veliki križ Reda svetega Štefana (Avstro-Ogrska)[3]
- Red železne krone I. stopnje (Avstro-Ogrska)[3]
- Red svetega Aleksandra Nevskega (Ruski imperij)[3]
- Red svetega Stanislava I. stopnje (Ruski imperij)[3]
- Veliki križ Reda krone (Romunija)[6]
- Vitez Malteškega viteškega reda [3][7]